# Džezibar
Džezibar (oficijelno: JazzIbar) je internacionalni džez festival koji se od 2011. godine održava u Kraljevu.

## Spoljašnje veze
- Kulturni centar Ribnica, Kraljevo